# 交響曲第3番 (アイヴズ)
チャールズ・アイヴズの交響曲第3番「キャンプ・ミーティング」（「キャンプの集い」、英: Symphony No. 3, S. 3 (K. 1A3), The Camp Meeting ）は、1901年から1904年にかけて作曲された小編成オーケストラのための交響曲である。作曲から初演までに40年以上を要したが、それでも5曲の交響曲中で最初に初演された曲であり、アイヴズに対する関心が高まるきっかけとなった作品である。

## 作曲と初演
1901年に作曲された教会用の2曲のオルガン作品を原曲として1904年に作られた。1909年から1911年にかけてニューヨーク・フィルハーモニックの指揮者を務めていたグスタフ・マーラーがこの曲に注目し、ヨーロッパで演奏するつもりで楽譜を持ち帰ったが、1911年にマーラーがこの世を去ったためにヨーロッパ初演は幻となった。その後、第一次世界大戦、第二次世界大戦を挟み、1946年4月5日に、ニューヨークのカーネギー室内楽ホールにおいて、ルー・ハリソン指揮、ニューヨーク・シンフォニエッタによって初演され、翌年にピューリッツァー賞を受賞した。アイヴズの作品が公に認められるのはこれが初めてであった。

## 楽器編成
1管編成で、アイヴズの交響曲中最も小さな編成のために書かれている。
- フルート1
- オーボエ1
- クラリネット（B♭管）1
- ファゴット1
- ホルン2
- トロンボーン1
- チューブラベル（3楽章のみ。使用は任意）
- 弦五部

## 構成
3つの楽章から成り、それぞれにタイトルがついているが表題音楽ではない。原曲が教会用のオルガン作品であったことから讃美歌の引用が多い。アイヴスの楽譜は実際の演奏を想定していないため、ほとんどすべてに矛盾があり、そのまま演奏できないので、校訂者による差が非常に大きい。したがって出版者により楽譜が大きく違う。
- 第1楽章「なつかしき仲間の集い Old Folks Gatherin’」 アンダンテ・マエストーソ
- 第2楽章「子供たちの日 Children’s Day」 アレグロ
- 第3楽章「コンムニオン Communion」 ラルゴ

## 演奏時間
約22分（各8分、7分、7分）